# Gunnar Holmgren
Gunnar Holmgren, né le 23 juin 1999 à Barrie, est un coureur cycliste canadien. Spécialiste du VTT et du cyclo-cross, il est notamment médaillé d'or du VTT cross-country aux Jeux panaméricains de 2023.

## Biographie
Gunnar Holmgren a deux sœurs cadettes nées en 2005, les jumelles Isabella et Ava Holmgren, qui pratiquent le cyclisme sur route, le VTT et le cyclo-cross.
Il décidé de se lancer sérieusement dans le cyclisme à l'âge de 13 ans. Durant son adolescence, il pratique le VTT en été et le cyclo-cross en hiver. Lors de l'hiver 2015-2016, chez les juniors (17/18 ans), il devient champion du Canada et vice-champion panaméricain de cyclo-cross. En VTT cross-country, il termine à deux reprises sur le podium des championnats nationaux juniors en 2016 et 2017.
Il est par la suite double  champion du Canada de cyclo-cross espoirs (moins de 23 ans) en 2018 et 2019. Il lui faut plus de temps pour s'imposer en VTT, mais il parvient à décrocher le titre national espoirs en 2021 lors de sa dernière année dans la catégorie.
Chez les élites, il se concentre de plus en plus sur le VTT. Il se révèle en 2023 en remportant trois médailles aux championnats panaméricains et en remportant la médaille d’or aux Jeux panaméricains en octobre. Il termine également cinquième lors de l'épreuve test de la course olympique de VTT à Paris. En 2024, il remporte deux médailles de bronze aux championnats panaméricains. Lors de la Coupe du monde de VTT à Nové Město, il termine huitième et entre pour la première fois dans le top 10.

## Palmarès en VTT

### Jeux panaméricains
- Santiago 2023
  -  Médaillé d'or du cross-country

### Coupe du monde
- Coupe du monde de cross-country
  - 2024 : 36e du classement général

- Coupe du monde de cross-country short track
  - 2024 : 26e du classement général

### Championnats panaméricains
- Congonhas 2023
  -  Champion panaméricain du relais mixte
  -  Médaillé d'argent du cross-country
  -  Médaillé de bronze du cross-country short track
- Midway 2024
  -  Médaillé de bronze du cross-country
  -  Médaillé de bronze du cross-country short track

### Championnats du Canada
- 2016
  - 3e du cross-country juniors
- 2017
  - 2e du cross-country juniors
- 2021
  -  Champion du Canada de cross-country espoirs

## Palmarès en cyclo-cross
- 2015-2016
  - 2e du championne du Canada de cyclo-cross juniors
- 2016-2017
  -  Champion du Canada de cyclo-cross juniors
  - Major Taylor Cross Cup juniors #1, Indianapolis
  - Major Taylor Cross Cup juniors #2, Indianapolis
  -  Médaillé d'argent du championnat panaméricain de cyclo-cross juniors
- 2018-2019
  -  Champion du Canada de cyclo-cross espoirs
  - Sherbrooke CX #1, Sherbrooke
  - Sherbrooke CX #2, Sherbrooke
  - PTBOCX - Lift Lock Cross, Peterborough
  - 4e du championnat panaméricain de cyclo-cross espoirs
- 2019-2020
  -  Champion du Canada de cyclo-cross espoirs
  - 7e du championnat panaméricain de cyclo-cross espoirs
- 2023-2024
  - 3e du championnat du Canada de cyclo-cross
  - 9e du championnat panaméricain de cyclo-cross
- 2024-2025
  - Major Taylor Cross Cup Day 2, Indianapolis
  - 2e du championnat du Canada de cyclo-cross